# Kochen mit der Maus
Kochen mit der Maus war eine Kochsendung für Kinder, die parallel sonntags um 11:15 Uhr im Ersten und im KiKA als Spin-off der Sendung mit der Maus vor dieser ausgestrahlt wurde. Danach wurde sie in den Dritten wiederholt und wurde mit Untertiteln für Gehörlose ausgestrahlt.
Die Sendung wurde von Armin Maiwald und Christoph Biemann moderiert.